# کاپر کنیون (تگزاس)
کاپر کنیون، تگزاس(به انگلیسی: Copper Canyon, Texas) شهری در ایالت تگزاس از ایالات جنوبی ایالات متحده آمریکا است. در سرشماری سال ۲۰۰۰، جمعیت این شهر ۱۲۱۶ نفر اعلام شد.